# Rio Jamanxim
Rio Jamanxim är ett vattendrag i Brasilien.   Det ligger i delstaten Pará, i den centrala delen av landet, 1 500 km nordväst om huvudstaden Brasília.
I omgivningarna runt Rio Jamanxim växer i huvudsak städsegrön lövskog. Trakten runt Rio Jamanxim är nära nog obefolkad, med mindre än två invånare per kvadratkilometer.